# Anison
Az anison (アニソン; aniszon) egy japán zenei stílus. Maga a név az anime song egyesítésével jött létre, és olyan dalokat sorolnak ebbe a stílusba, melyeket tipikusan animékhez, videojátékokhoz, tokuszacu sorozatokhoz írtak. Legközelebb a J-pophoz áll, de egyszerűbb hangszerelése miatt önálló stílussá nőtte ki magát. Legtöbbször szintetizátorral és elektromos gitárral veszik fel a dalokat, melyet néha szaxofonnal helyettesítenek. Jellemző továbbá a dalszövegek egyszerű nyelvezete, mivel mondanivalójuk hasonló, ezért bizonyos japán szavak ezen dalok többségében szinte mindig felhangzik. Azokat az előadókat sorolják ebbe a stílusba, akik szólóalbumaikon is ezt a stílust képviselik. A legjelentősebb anison énekesek: Kusida Akira, Mizuki Icsiró és Kagejama Hironobu, de több előadó is ötletével, egyéniségével újat vitt a stílusba, így sokáig népszerű volt Japánban.

## Kezdeti évek
A ’60-as években terjedtek el Japánban az animék és a tokuszacu sorozatok, ezek dalaira eleinte nem fordítottak nagyobb figyelmet. 1968-ban debütált Mizuki Icsiró, aki már a kezdetektől szerette az animéket, a kiadók is felfigyeltek arra, hogy komolyan veszi ezeket a dalokat, így egyre nagyobb tere lett az animékhez, sorozatokhoz énekelt daloknak. Hangszíne miatt elsősorban melankolikusabb dalokat énekelt fel. Az első nagyobb fejlődés a ’80-as években következett, amikor megjelent a pályán Kusida Akira és Kagejama Hironobu, akik erősebb énekhangjaikkal jobban vissza tudták adni az adott sorozat hangulatát, így önálló dalként is befutottak. Az első jelentősebb siker a Dragon Ball Z animéhez kiadott kislemez, a CHA-LA-HEAD-CHA-LA, melyből több mint 150 000 példányt adtak el.

## Fénykora
A ’90-es éveket szokás az animék fénykorának nevezni, ezzel együtt a stílus is ekkor volt a legsikeresebb. Jelentősen megnőtt azon előadóknak a száma, akik nemcsak animékhez énekeltek ilyen dalokat, de önálló szerzeményeik is hasonló stílusúak voltak. Ekkor alakult a mai napig jellemző egyszerű hangszerelés és könnyedebb dalszöveg. Valamikor a ’80-as évek végén, ’90-es évek elején terjedt el az is, hogy egy soundtrack CD-n nemcsak az adott animében hallható zenék szerepelnek, hanem egy-egy karakternek ún. „image-dalai” is helyet kaptak. Ezeket legtöbbször a karakter szinkronszínésze, szeijúja énekli fel. Többségük csak az animében vagy a CD-n hallható, de a népszerűbbek külön kislemezen is megjelentek. Ezekben az időkben nem voltak ritkák a több százezres eladások, sőt az 1997-ben megjelent Mezase Pokémon Master kislemez a mai napig az egyetlen olyan anison kislemez, melyből több mint 1 millió példány kelt el. De hasonlóképpen jelentősek a Neon Genesis Evangelion animéhez készült kislemezek, a Zankoku na tensi no These és a Tamasii no Rufuran a több mint 600 000-es eladásaikkal a japán zenei piacon is nagy sikernek számítanak, előadójuk, Takahasi Jóko pedig ezzel a két dallal egy életre beírta magát a japán zenei történelembe. Jelentősnek mondható még Hajasibara Megumi, TWO-MIX, Okui Maszami munkássága, akik előadásaikkal, dalaikkal szintén sokat tettek a stílus népszerűségéért. Hajasibara Megumi volt az első, aki tartós sikert tudott elérni, így televíziós műsorokban, reklámokban is szerepet kapott.

## Hanyatlása
Az ezredforduló után a műfaj jelentősen vesztett népszerűségéből. A ’90-es évek utolsó éveitől már nemcsak az erre szakosodott előadók énekeltek fel animéhez dalokat, hanem nagy népszerűségnek örvendő idolok, együttesek is. Jó példa erre az InuYasha, melyhez olyan előadók, együttesek énekeltek dalokat, mint például V6, Hamaszaki Ajumi, Amuro Namie vagy a koreai származású BoA. Mivel ők a saját stílusukban énekelték fel a dalokat, ezért nem számítanak anison zenének, mert jelentősen eltérnek a stílus jegyeitől. De az új évtized is hozott újdonságokat. Régi nagy visszatérőnek nevezhető Mizuki Icsiró, aki 2000-ben megalapította a JAM Project együttest. Célja volt egy olyan csapatot létrehozni, melynek tagjai már mind letettek valamit az asztalra, így mivel mindegyik tag már nagy tapasztalattal rendelkezett, már az első albumukat is a minőségi zene és ének fémjelzi. Már a kezdetektől az anison stílus képviselőjének mondták magukat, és ma is ennek jegyében írnak dalokat. Hatalmas újításokat hozott a műfajban Kadzsiura Juki, aki már a '90-es években a See-Saw együttes tagjaként is megmutatta zeneszerzői tudását, de igazán csak az ezredforduló után figyeltek fel rá, amikor a japán zenei stílusjegyeket opera és klasszikus zene elemeivel elkezdte vegyíteni, így olyan dalokat szerzett, melyekkel nemcsak hazájában, de világszerte hatalmas népszerűségre tett szert, a koncerteken látható szenvedélyes zongorajátékával csak hozzátett elévülhetetlen érdemeihez, valamint ő maradt egyike azon kevés előadóknak, melyek képesek voltak 100 000-es példányszámot meghaladó eladásokat produkálni.
A ’90-es évek végéig jellemzően a King Records kiadó egyik alvállalata a Starchild adta ki az animékhez készült albumokat, kislemezeket, de 1999 végén megalapították a Lantis kiadót, mely kifejezetten az anison stílust képviselte. Nemcsak kislemezeket adtak ki, hanem olyan előadókat is támogattak, melyek önálló dalaikkal is ebben a műfajban szólaltak meg, így a mai napig sok album jelenik meg a gondozásukban.
2005-ben Okui Maszami kitalálta és megvalósította az Animelo Summer Live nevű koncertrendezvényt. Elsődleges célja az volt, hogy olyan előadók léphessenek fel, akik az anison stílust képviselik, és mivel népszerűbb előadók, együttesek is helyet kaptak, ezért hamar kedveltté vált, és minden év nyarán megrendezésre került. De mivel a műfaj hanyatlása nem állt meg, így egyre kevesebbet foglalkoztatták ezeket az előadókat, de a koncertre igény volt, így a veterán énekesek helyét egyre inkább olyanok vették át, akik bár énekeltek animékhez dalokat, de nem a stílust képviselik.

## Manapság
Ma már az anison előadók csupán néhány ezer példányt adnak el kislemezeikből, de néhány énekes még most is nagy népszerűségnek örvend, például Mizuki Nana, Csihara Minori, Kuribajasi Minami, Kalafina vagy angela. Az ő zenéjük már sokkal jobban hasonlít a mai J-pop zenéhez.

## Jelentősebb előadók
- ALI PROJECT
- angela
- Csihara Minori
- Hajasibara Megumi
- Isikava Csikai
- JAM Project
- Kadzsiura Júki
- Kagejama Hironobu
- Kalafina
- Kuribajasi Minami
- Kusida Akira
- Mizuki Icsiró
- Okui Maszami
- Suara